# Blåtrapp
Blåtrapp (Eupodotis caerulescens) är en fågel i familjen trappar inom ordningen trappar.

## Utbredning och systematik
Fågeln förekommer i acacia- och gräsmarker i Sydafrika. Den behandlas som monotypisk, det vill säga att den inte delas in i några underarter.

## Status
IUCN kategoriserar arten som nära hotad.